# IAR-15
IAR 15 là một loại máy bay tiêm kích được thiết kế ở România năm 1933.

## Quốc gia sử dụng
România
- Không quân Hoàng gia Romania

## Tính năng kỹ chiến thuật
Dữ liệu lấy từ Grey 1972, tr. 230–231c
Đặc điểm tổng quát
- Kíp lái: 1
- Chiều dài: 7,76 m (25 ft 5½ in)
- Sải cánh: 11.00 m (31 ft 6 in)
- Chiều cao: 2.7 m (8 ft 10 in)
- Diện tích cánh: 19.00 m2 (204 ft2)
- Trọng lượng rỗng: 1.215 kg (2.673 lb)
- Trọng lượng có tải: 1.650 kg (3.630 lb)
- Powerplant: 1 × IAR 7K, 450 kW (600 hp)

Hiệu suất bay
- Vận tốc cực đại: trên độ cao 4.000 m (13.120 ft) 375 km/h (233 mph)
- Trần bay: 10.500 m (34.400 ft)
- Vận tốc lên cao: lên độ cao 5.000 m (16.400 ft) 10,4 m/s (2.050 ft/phút)

Vũ khí trang bị
- 2 súng máy Vickers 7,7mm